# 阿卢瓦 (加来海峡省)
阿卢瓦（法語：Halloy，法語發音：[alwa]）是法国上法蘭西大區加来海峡省的一个市镇，属于阿拉斯区。

## 地理
阿卢瓦（50°9'28"N, 2°25'33"E）面积3.4 平方千米，位于法国上法蘭西大區加来海峡省，该省份为法国北部沿海省份，西北濒北海，南至索姆省，东临北部省。
与阿卢瓦接壤的市镇（或旧市镇、城区）包括：吕舍、奥维尔、波姆拉、格鲁什-吕许埃勒、昂普利耶。

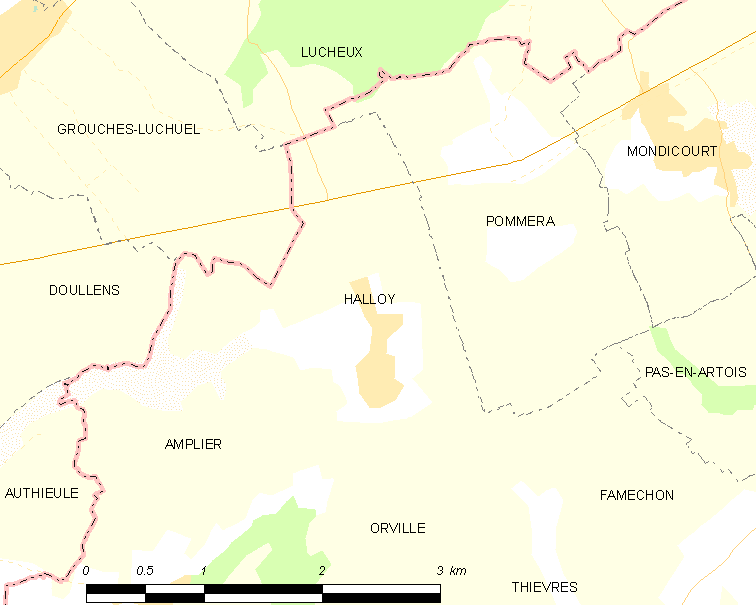
的OSM定位图

阿卢瓦的时区为UTC+01:00、UTC+02:00（夏令时）。

## 行政
阿卢瓦的邮政编码为62760，INSEE市镇编码为62404。

## 政治
阿卢瓦所属的省级选区为阿韦讷勒孔特县。

## 人口

1962-2008年间人口变化图示

阿卢瓦于2022年1月1日时的人口数量为196人。